# Nicolás Martínez Lage
Nicolás Martínez Lage (La Corunya, 1899 - Lleida, 1981) més conegut com a Niko fou un dels dibuixants i caricaturistes més populars a Lleida durant les dècades dels anys 50 i 60. En els seus treballs, que ell denominava Carigrafies, Niko retratava des de personatges de la cultura local fins a grans prohoms de l'Estat i la resta del món, filòsofs i estrelles del cinema.
La seva peculiaritat era aproximar-se no tan sols als trets físics del caracteritzat sinó cercar, alhora, les seves peculiaritats psicològiques simplificant al màxim el traç. Tot i néixer a La Corunya, s'instal·la a Lleida de ben jove, on exercirà d'odontòleg i es vincularà al moviment de represa cultural que sorgirà a l'entorn del Cercle de Belles Arts. Membre de la Agrupación Vanguardista Hispana de Caricaturas Personales, va col·laborar en publicacions d'àmbit nacional com ara Blanco i Negro, i en mitjans d'àmbit local com la revista Ciudad i el diari La Mañana.
Al Museu d'Art Jaume Morera es conserva obra seva.